# Autobiografisch getal
Een autobiografisch getal is een getal dat zichzelf op de volgende manier beschrijft:
- Het eerste cijfer geeft het aantal keer aan dat 0 in het getal zit,
- het tweede cijfer het aantal keer 1,
- het derde het aantal keer 2,
- enzovoort.

Bijvoorbeeld: 42101000 is een autobiografisch getal: er zitten 4 nullen in, 2 enen, 1 twee, 0 drieën en 1 vier, 0 vijven, 0 zessen en 0 zevens. Het kleinste autobiografisch getal is 1210.
Een autobiografisch getal in het westerse tientallig stelsel kan hoogstens 10 cijfers bevatten, maar in talstelsels met grondtal groter dan tien kunnen langere autobiografische getallen worden gemaakt.
De enige autobiografische getallen uit het tientallig stelsel zijn 1210, 2020, 21200, 3211000, 42101000, 521001000 en 6210001000.